# 1980
Il 1980 (MCMLXXX in numeri romani) è un anno bisestile del XX secolo.

## Eventi
- Umberto Eco pubblica Il nome della Rosa, romanzo storico che diverrà un best seller mondiale ed il soggetto di un film con Sean Connery.

### Gennaio
- 6 gennaio – Palermo: omicidio di Piersanti Mattarella da parte di cosa nostra; presidente democristiano della Regione Siciliana, stava tentando di costituire una giunta con la partecipazione del PCI.
- 20 gennaio – Washington: il presidente USA Jimmy Carter annuncia il boicottaggio alle Olimpiadi di Mosca.
- 22 gennaio – URSS: Andrei Sacharov viene esiliato a Gor'kij.
- 25 gennaio  - Alle elezioni presidenziali in Iran vittoria di Banisadr sul rivale Madani.

### Febbraio
- 9 febbraio – Sanremo: Toto Cutugno vince il XXX Festival della canzone italiana.
- 12 febbraio – Roma: Vittorio Bachelet, vicepresidente del CSM e docente universitario, è assassinato dalle Brigate Rosse all'interno dell'università di Roma.
- 13 febbraio – Lake Placid, USA: si aprono i XIII Giochi olimpici invernali
- 22 febbraio – La Nazionale statunitense di hockey su ghiaccio sconfigge a sorpresa la squadra dell'Unione Sovietica alle Olimpiadi invernali di Lake Placid, nell'incontro noto come Miracolo sul ghiaccio

### Marzo
- 4 marzo – il leader nazionalista Robert Mugabe conquista una travolgente vittoria elettorale e diventa il primo Primo Ministro nero dello Zimbabwe.
- 6 marzo – Francia: Marguerite Yourcenar diviene la prima donna ad essere ammessa all'Accademia di Francia nonostante il parere negativo dei tradizionalisti
- 19 marzo – Milano: il giudice Guido Galli viene assassinato da terroristi del gruppo Prima Linea all'interno dell'Università Statale.
- 23 marzo – Italia: esplode lo scandalo delle scommesse nel mondo del calcio. Numerosi calciatori di serie A e B accusati di truffa per aver truccato le partite accettando denaro. Coinvolti dirigenti e giocatori di squadre tra cui Lazio, Milan, Napoli, Perugia, Bologna e Avellino.
- 24 marzo – Assassinato l'arcivescovo di San Salvador, monsignor Óscar Romero
- 28 marzo - Israele: scoperta della Tomba di Talpiot

### Aprile
- 6 aprile – Pasqua cattolica
- 15 aprile – Comincia l'esodo di Mariel: il presidente cubano Fidel Castro permette a tutti i cubani che lo vogliono di abbandonare l'isola dal porto di Mariel; il numero di esuli raggiungerà la cifra di 125.000 persone nei mesi successivi.
- 18 aprile – lo Zimbabwe, colonia britannica col nome di Rhodesia, diviene indipendente.
- 19 aprile – l'Irlanda vince l'Eurovision Song Contest, ospitato a L'Aia, Paesi Bassi.
- 25 aprile – Iran: con un incidente aereo nel deserto di Tabas fallisce il blitz voluto da Jimmy Carter per liberare gli ostaggi americani a Teheran.

### Maggio
- 4 maggio – Lubiana: muore il maresciallo Josip Broz Tito. La sua scomparsa segna l'inizio della disgregazione della Repubblica Socialista Federale di Jugoslavia.
- 10 maggio – inizia in Giappone la commercializzazione del videogioco Pac-Man.
- 11 maggio – L'Internazionale vince il campionato di calcio di Serie A.
- 17 maggio - Perù: ha inizio un lungo periodo di conflitto civile armato tra le forze governative e i gruppi marxisti-leninisti della guerriglia, fra cui il più attivo è "Sendero Luminoso".
- 18 maggio – il Monte Sant'Elena, nello Stato di Washington erutta uccidendo 57 persone e causando danni per 3 miliardi di dollari.
- 18-27 maggio - Massacro di Gwangju: dopo il golpe in Corea del Sud del generale Chun Doo-hwan, la dura repressione delle proteste anti-governative causa 2.000 morti.
- 28 maggio – Milano: un commando terroristico uccide il giornalista del Corriere della Sera Walter Tobagi. L'assassinio è rivendicato dalla Brigata 28 marzo fondata dal brigatista Marco Barbone.
- 28 maggio – il Nottingham Forest vince la sua seconda Coppa dei Campioni battendo in finale l'Amburgo per 1-0.

### Giugno
- 1º giugno – Atlanta: Ted Turner fonda la CNN, la prima società di notizie televisive che trasmette 24 ore al giorno.
- 13 giugno – New York: viene arrestato Michele Sindona per il fallimento della Franklin National Bank. Un mese dopo viene indiziato anche per l'omicidio Ambrosoli.
- 22 giugno
  - Venezia: si apre la riunione del G7.
  - La nazionale di calcio della Germania Ovest vince il Campionato europeo di calcio battendo in finale il Belgio per 2-1.
- 27 giugno – Italia: strage di Ustica: alle 20:45 scompare dai radar, 40 miglia nautiche a nord di Ustica, un DC9 della compagnia Itavia che da Bologna doveva raggiungere Palermo. Nessun superstite tra i 4 membri dell'equipaggio e i 77 passeggeri.

### Luglio
- 19 luglio – Mosca: si aprono i giochi della XXII Olimpiade. 65 nazioni tra cui Stati Uniti, Cina, Giappone, Canada e Germania Ovest boicottano i Giochi in segno di protesta verso l'invasione sovietica dell'Afghanistan.
- 30 luglio – indipendenza di Vanuatu.

### Agosto
- 2 agosto – Bologna: alle 10:25 una bomba esplode nella sala d'attesa della stazione causando 85 morti e 203 feriti. Quella che sarà ricordata come la strage di Bologna è riconducibile alla cosiddetta strategia della tensione.

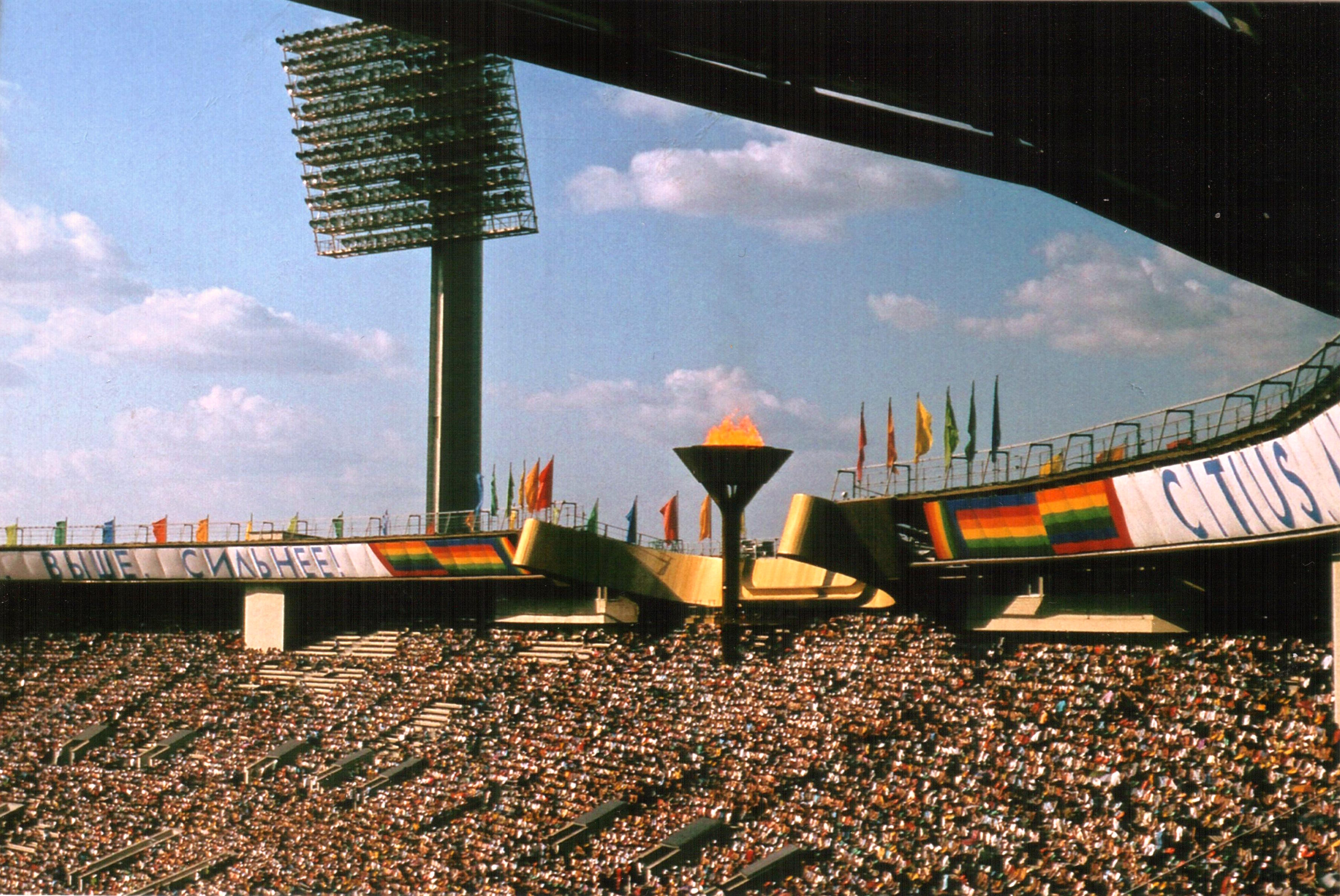
Olimpiadi di Mosca

- 3 agosto – si chiudono le olimpiadi di Mosca.
- 14 agosto – Danzica: sciopero nei cantieri navali. Il KOR (comitato di autodifesa sociale) rivendica la libertà di stampa e altri diritti civili. Lech Wałęsa conduce le trattative con il governo polacco: nasce Solidarność.
- 30 agosto – Pechino: il Congresso nazionale del popolo decreta la fine dell'era maoista.

### Settembre
- 5 settembre – Svizzera: viene aperta la galleria stradale del San Gottardo; è il più lungo traforo autostradale del mondo, con una lunghezza di 16,918 km, da Göschenen ad Airolo.
- 5 settembre - Stanislaw Kania sostituisce Edward Gierek come leader del Partito Operaio Unito Polacco.
- 12 settembre – Colpo di Stato militare in Turchia ad opera del generale Kenan Evren.
- 22 settembre – aerei iraniani bombardano Bagdad: ha inizio la guerra tra Iran e Iraq che durerà fino al 1988 causando un milione e mezzo di morti.
- 25 settembre- John Bonham, il batterista dei Led Zeppelin, viene trovarto morto nella casa di Jimmy Page. Aveva 32 anni.
- 26 settembre  - un attentato all'Oktoberfest di Monaco di Baviera causa 13 morti e oltre 200 feriti.

### Ottobre
- 14 ottobre - Torino: Marcia dei quarantamila: quadri, impiegati della FIAT, operai e comuni cittadini  manifestano per il ritorno alla normalità della città, scossa dalle proteste per la messa in Cassa integrazione guadagni di 24.669 operai.

### Novembre
- 4 novembre – Elezioni presidenziali americane: il repubblicano Ronald Reagan è eletto nuovo presidente degli Stati Uniti d'America.
- 23 novembre – Italia: Terremoto dell'Irpinia: alle 19:34 una scossa di 6,9 sulla magnitudo momento pari al X grado Mercalli provoca circa 3000 morti, 9000 feriti, 280000 sfollati e danni ingenti tra Campania e Basilicata. Il comune dove si registra il più alto numero di vittime è Sant’Angelo dei Lombardi (AV), dove si contano 482 morti.

### Dicembre
- 8 dicembre – New York: quattro colpi di revolver, sparati dallo squilibrato Mark Chapman, uccidono l'ex-Beatle John Lennon
- 12 dicembre  - Dopo la riunione del vertice del Patto di Varsavia a Mosca del 5 dicembre in cui è stata riaffermata la necessità di preservare il socialismo in Polonia, la NATO avverte che un intervento armato nella crisi polacca da parte dell'Urss potrebbe segnare la fine della distensione.
- 14 dicembre-I Led Zeppelin annunciano il loro scioglimento a seguito della morte di John Bonham.

## Nati
Ci sono circa 4 900 voci su persone nate nel 1980; vedi la pagina Nati nel 1980 per un elenco descrittivo o la categoria Nati nel 1980 per un indice alfabetico.

## Morti
Ci sono circa 1 360 voci su persone morte nel 1980; vedi la pagina Morti nel 1980 per un elenco descrittivo o la categoria Morti nel 1980 per un indice alfabetico.

## Il 1980 nella finzione
- Nella sitcom statunitense How I Met Your Mother Robin Scherbatsky nasce il 23 luglio 1980.

## Calendario
| Calendario 1980 | Calendario 1980 | Calendario 1980 | Calendario 1980 | Calendario 1980 | Calendario 1980 | Calendario 1980 | Calendario 1980 | Calendario 1980 | Calendario 1980 | Calendario 1980 | Calendario 1980 | Calendario 1980 | Calendario 1980 | Calendario 1980 | Calendario 1980 | Calendario 1980 | Calendario 1980 | Calendario 1980 | Calendario 1980 | Calendario 1980 | Calendario 1980 | Calendario 1980 | Calendario 1980 | Calendario 1980 | Calendario 1980 | Calendario 1980 | Calendario 1980 | Calendario 1980 | Calendario 1980 | Calendario 1980 | Calendario 1980 | Calendario 1980 |
| --------------- | --------------- | --------------- | --------------- | --------------- | --------------- | --------------- | --------------- | --------------- | --------------- | --------------- | --------------- | --------------- | --------------- | --------------- | --------------- | --------------- | --------------- | --------------- | --------------- | --------------- | --------------- | --------------- | --------------- | --------------- | --------------- | --------------- | --------------- | --------------- | --------------- | --------------- | --------------- | --------------- |
|                 | 1               | 2               | 3               | 4               | 5               | 6               | 7               | 8               | 9               | 10              | 11              | 12              | 13              | 14              | 15              | 16              | 17              | 18              | 19              | 20              | 21              | 22              | 23              | 24              | 25              | 26              | 27              | 28              | 29              | 30              | 31              |                 |
| Gennaio         | Ma              | Me              | Gi              | Ve              | Sa              | Do              | Lu              | Ma              | Me              | Gi              | Ve              | Sa              | Do              | Lu              | Ma              | Me              | Gi              | Ve              | Sa              | Do              | Lu              | Ma              | Me              | Gi              | Ve              | Sa              | Do              | Lu              | Ma              | Me              | Gi              |                 |
| Febbraio        | Ve              | Sa              | Do              | Lu              | Ma              | Me              | Gi              | Ve              | Sa              | Do              | Lu              | Ma              | Me              | Gi              | Ve              | Sa              | Do              | Lu              | Ma              | Me              | Gi              | Ve              | Sa              | Do              | Lu              | Ma              | Me              | Gi              | Ve              |                 |                 |                 |
| Marzo           | Sa              | Do              | Lu              | Ma              | Me              | Gi              | Ve              | Sa              | Do              | Lu              | Ma              | Me              | Gi              | Ve              | Sa              | Do              | Lu              | Ma              | Me              | Gi              | Ve              | Sa              | Do              | Lu              | Ma              | Me              | Gi              | Ve              | Sa              | Do              | Lu              |                 |
| Aprile          | Ma              | Me              | Gi              | Ve              | Sa              | Do              | Lu              | Ma              | Me              | Gi              | Ve              | Sa              | Do              | Lu              | Ma              | Me              | Gi              | Ve              | Sa              | Do              | Lu              | Ma              | Me              | Gi              | Ve              | Sa              | Do              | Lu              | Ma              | Me              |                 |                 |
| Maggio          | Gi              | Ve              | Sa              | Do              | Lu              | Ma              | Me              | Gi              | Ve              | Sa              | Do              | Lu              | Ma              | Me              | Gi              | Ve              | Sa              | Do              | Lu              | Ma              | Me              | Gi              | Ve              | Sa              | Do              | Lu              | Ma              | Me              | Gi              | Ve              | Sa              |                 |
| Giugno          | Do              | Lu              | Ma              | Me              | Gi              | Ve              | Sa              | Do              | Lu              | Ma              | Me              | Gi              | Ve              | Sa              | Do              | Lu              | Ma              | Me              | Gi              | Ve              | Sa              | Do              | Lu              | Ma              | Me              | Gi              | Ve              | Sa              | Do              | Lu              |                 |                 |
| Luglio          | Ma              | Me              | Gi              | Ve              | Sa              | Do              | Lu              | Ma              | Me              | Gi              | Ve              | Sa              | Do              | Lu              | Ma              | Me              | Gi              | Ve              | Sa              | Do              | Lu              | Ma              | Me              | Gi              | Ve              | Sa              | Do              | Lu              | Ma              | Me              | Gi              |                 |
| Agosto          | Ve              | Sa              | Do              | Lu              | Ma              | Me              | Gi              | Ve              | Sa              | Do              | Lu              | Ma              | Me              | Gi              | Ve              | Sa              | Do              | Lu              | Ma              | Me              | Gi              | Ve              | Sa              | Do              | Lu              | Ma              | Me              | Gi              | Ve              | Sa              | Do              |                 |
| Settembre       | Lu              | Ma              | Me              | Gi              | Ve              | Sa              | Do              | Lu              | Ma              | Me              | Gi              | Ve              | Sa              | Do              | Lu              | Ma              | Me              | Gi              | Ve              | Sa              | Do              | Lu              | Ma              | Me              | Gi              | Ve              | Sa              | Do              | Lu              | Ma              |                 |                 |
| Ottobre         | Me              | Gi              | Ve              | Sa              | Do              | Lu              | Ma              | Me              | Gi              | Ve              | Sa              | Do              | Lu              | Ma              | Me              | Gi              | Ve              | Sa              | Do              | Lu              | Ma              | Me              | Gi              | Ve              | Sa              | Do              | Lu              | Ma              | Me              | Gi              | Ve              |                 |
| Novembre        | Sa              | Do              | Lu              | Ma              | Me              | Gi              | Ve              | Sa              | Do              | Lu              | Ma              | Me              | Gi              | Ve              | Sa              | Do              | Lu              | Ma              | Me              | Gi              | Ve              | Sa              | Do              | Lu              | Ma              | Me              | Gi              | Ve              | Sa              | Do              |                 |                 |
| Dicembre        | Lu              | Ma              | Me              | Gi              | Ve              | Sa              | Do              | Lu              | Ma              | Me              | Gi              | Ve              | Sa              | Do              | Lu              | Ma              | Me              | Gi              | Ve              | Sa              | Do              | Lu              | Ma              | Me              | Gi              | Ve              | Sa              | Do              | Lu              | Ma              | Me              |                 |

## Premi Nobel
- per la Pace: Adolfo Perez Esquivel
- per la Letteratura: Czeslaw Milosz
- per la Medicina: Baruj Benacerraf, Jean Dausset, George D. Snell
- per la Fisica: James W. Cronin, Val L. Fitch
- per la Chimica: Paul Berg, Walter Gilbert, Frederick Sanger
- per l'Economia: Lawrence R. Klein